# Martina Hornstein-Engers
Martina Hornstein-Engers, gebürtige Martina Hornstein (geboren am 3. Mai 1964) ist eine deutsche Juristin und Richterin.

## Leben
Zum 1. April 1996 wurde die Juristin, die vorher Verwaltungsbeamtin gewesen war, am Landgericht Erfurt Richterin kraft Auftrags. 2016 war sie dort auch Pressesprecherin. Am 15. März 2017 wurde sie Vorsitzende Richterin der 4. Strafkammer am Landgericht Erfurt.
Am 15. September 2005 wurde sie vom Thüringer Landtag für eine Wahlperiode von fünf Jahren zur berufsrichterlichen Stellvertreterin am Thüringer Verfassungsgerichtshof gewählt. Am 7. Oktober 2005 wurde sie ernannt und vereidigt. Ihre Amtszeit dauerte bis 2010.